# Santa Bárbara do Pará
Santa Bárbara do Pará is een gemeente in de Braziliaanse deelstaat Pará. Het is onderdeel van de regiometropool Belém. De gemeente telt 14.740 inwoners (schatting 2009).
De gemeente grenst aan Santo Antonio do Tauá, Santa Isabel do Pará, Benevides, Ananindeua en Belém.